# ایرلند مورا
ایرلند مورا (انگلیسی: Irlanda Mora; ۹ فوریهٔ ۱۹۳۹ – ۱۸ نوامبر ۲۰۱۰) بازیگر و بازیگر تلویزیون اهل مکزیک بود.